# Heterosporija
Heterosporija ali anizosporija je pojav proizvajanja dveh različno velikih tipov spor pri sporofitih višjih rastlin. Manjše, ki se imenujejo mikrospore, so moške, medtem ko so makrospore (tudi megaspore) ženske. Mikrospore dajejo osnovo za nastanek moško determiniranih gametofitov, nasprotno so makrospore predhodniki žensko determiniranih gametofitov. Heterosporija se je razvila iz homosporije (tudi izosporije, pri kateri nastajajo enake spore) v paleozoiku, natančneje v obdobju devona, pri čemer strokovnjaki predvidevajo, da je do tega pojava prišlo večkrat v različnih nesorodnih rastlinskih taksonih (denimo pri razredu Progymnospermopsida - prednicah golosemenk, pri lisičjakovcih in podrazredu Equisetidae, pripadajočem praprotnicam).

## Izvor heterosporije
Heterosporija se je razvila kot posledica delovanja naravnega izbora, ki je dajal prednost vedno večjim propagulom (organom, s katerimi se nek organizem širi; v tem konkretnem primeru so to spore, četudi lahko propagul predstavljajo tudi semena, plodovi, steljke, brsti in pri glivah deli micelija). Ta proces naj bi na začetku vodil v večanje spor in nato povzročil nastanek večjih makrospor ter nekoliko manjših moških mikrospor.
Kot je že bilo omenjeno, se je heterosporija razvila večkrat v evolucijskem razvoju višjih rastlin in ima svoj izvor v izosporiji (homosporiji), kjer so posamične rastline proizvajale spore samo enega tipa. Prvotne heterosporne vrste so danes že izumrle, na svetu pa so precej razširjene njihove prav tako heterosporne potomke, za katere je značilna proizvodnja semen. Semenke (golosemenke in kritosemenke) namreč predstavljajo največji delež heterospornih rastlin.

## Mikrospore in makrospore
Mikrospore so haploidne spore, ki pri mnogih višjih rastlinah v svoji notranjosti vsebujejo moški gametofit. Takšen gametofit se imenuje tudi endosporni gametofit, ker se razvije v notranjosti spore in je na tak način bolje zaščiten pred zunanjimi abiotskimi dejavniki. Gametofit je v tej obliki nato prenesen do megaspor, pri čemer so razširjevalni dejavniki različni; spore lahko prenašajo veter, vodni tokovi in mnoge živalske vrste. Mikrospore običajno niso običkane in se zato ne morejo aktivno premikati, gradi jih dvoslojna ovojnica, gosta citoplazma in jedro v sredini celice.
Pri heterospornih rastlinskih vrstah velja, da makrospore vsebujejo ženski gametofit. So osnova za nastanek arhegonija (ženskega gametangija), v katerem nastajajo ženske spolne celice (jajčne celice), ki so zatem potencialno oplojene s spermalnimi celicami, izvirajočimi iz moškega gametofita, ki sam izhaja iz mikrospore. V procesu oploditve nastane diploidna zigota, ki se preobrazi v embrio mladega sporofita. Heterosporne rastline načeloma proizvedejo manj makrospor, ki pa so zato toliko večje kot številčnejše moške mikrospore.
Nekoliko drugačen proces se odvija pri ekspornih vrstah, kjer tako moški kot ženski gametofit ne ostaneta v notranjosti spore (kot pri endospornih vrstah), ampak se razvijeta v zunaj živečo strukturo. Za endosporne vrste je značilno, da je gametofit obeh spolov zelo reduciran in se na nahaja v prostoru znotraj toge ovojnice spore.

## Pomen in lastnosti
Mnogi strokovnjaki heterosporiji pripisujejo veliko pomembnost v evolucijskem razvoju tako fosilnih kot tudi živečih rastlinskih vrst. Na povečanje razmnoževalnega uspeha je imel velik vpliv pojav dveh različnih strategij, povezanih s sporami heterospornih vrst; makrospore so namreč ostajale v varnem okolju posamične rastline, medtem ko so se zunanjim dejavnikom izpostavljale zgolj mikrospore, ki so se razširjale z območij svojih matičnih rastlin, kjer so nastajale v sporangijih. Heterosporija je uspešna tudi, ker preprečuje samooploditev v samem gametofitu (v ženskem gametofitu namreč nastajajo samo ženske gamete in v moškem samo moške gamete). Parjenja med tesno sorodnimi rastlinami pa kljub temu ne more popolnoma preprečiti, ker se lahko to odvije med dvema gametofitoma različnih spolov, izvirajočima iz istega sporofita.